# Zla Kolata
Zla Kolata (en alfabet ciríl·lic serbi: Зла Колата; en albanès: Kollata e Keqe) és el cim més alt de Montenegro, situat a la frontera amb Albània.

## Descripció
Zla Kolata té una altitud de 2.534 metres, fet que la converteix en la muntanya més alta de Montenegro i la setzena més alta d'Albània. Es troba a la frontera entre el municipi montenegrí de Gusinje, i el districte albanès de Tropojë al comtat de Kukës. Zla Kolata té un cim enorme i és una destinació turística popular en ambdós països. A mig quilòmetre al nord-est, amb 2.528 metres, s'hi troba el Kolata e Mirë o Dobre Kolata, també localitzat a la frontera.
El cim més alt d'aquest massís es troba a un quilòmetre a l'est-sud-est del Zla Kolata, està situat completament en sòl albanès, s'anomena Rodi e Kollatës o Maja e Kollatës i s'eleva a 2.552 msnm.